# PC JX

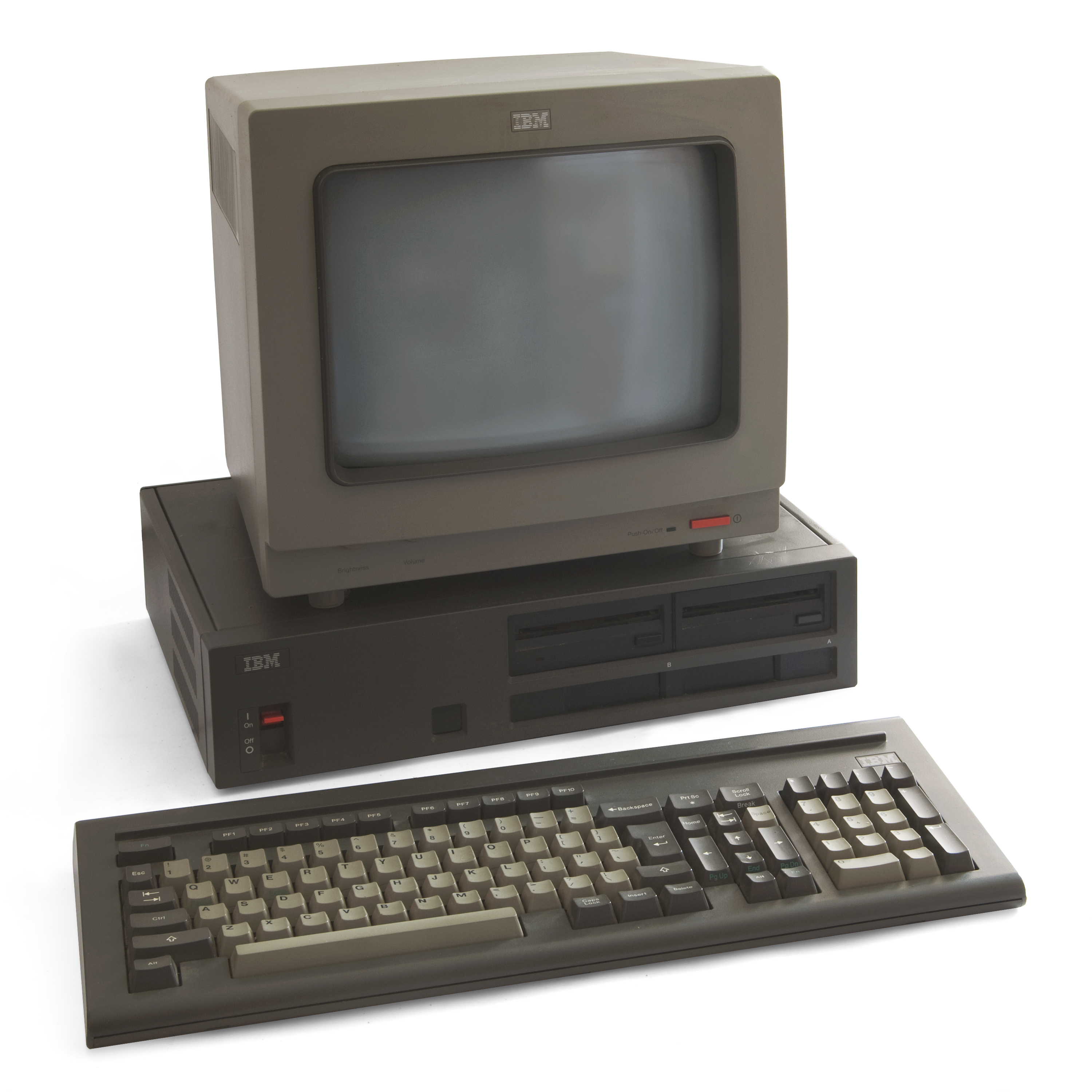
IBM JX Personal Computer (IBM 5511)

Der IBM Personal Computer JX bzw. PC JX, auch JX Personal Computer und JXPC, war ein IBM-kompatibler PC, der im Jahr 1984 im asiatisch-pazifischen Raum auf den Markt kam. Er basierte auf dem wenig erfolgreichen IBM PCjr, wurde aber in Japan weiterentwickelt. Er trug die IBM-Bezeichnung 5511.

## Überblick
Dank seiner – im Gegensatz zum PCjr – professionellen Ansprüchen genügenden Tastatur, einer offiziell angebotenen optionalen Festplatte und einer auf Selbständige und das Bildungswesen ausgerichteten Vermarktung war der PC JX vor allem in Australien und Neuseeland wesentlich erfolgreicher als der PCjr in Nordamerika.

## Konfiguration
Der PC JX verfügte über die folgenden Ausstattungsmerkmale:
- Zwei DD-720-KB 3,5-Zoll-Diskettenlaufwerke (im Gegensatz zu einem 5,25-Zoll-Laufwerk des PCjr)
- Eine professionelle Tastatur, wie beim PCjr kabellos
- 16-Farben-Grafik (wie PCjr)
- Side-Car-Anschluss für Erweiterungen (wie PCjr)

In Japan waren sowohl weiße als auch schwarze Geräte verfügbar, im sonstigen asiatisch-pazifischen Absatzmarkt waren alle IBM JX schwarz. In den 1980er Jahren war beige die dominierende Farbe für Computer- und Peripheriegehäuse, die Wahl der Farbe schwarz ist für diese Zeit sehr ungewöhnlich, zumal für eine vergleichsweise konservative Firma wie IBM.
Die folgenden Schwächen erbte der PC JX vom PCjr:
- Er hatte keine Standard-ISA-Bus-Steckplätze für Erweiterungen
- Aufgrund des fehlenden DMA-Controllers konnte er keine systemnah programmierten Anwendungen für den IBM-PC nutzen.

Wie der PCjr wurde der PC JX mit PC DOS 2.11 ausgeliefert. Das Betriebssystem und das BIOS wurden ohne größere Anpassungen vom PCjr übernommen. Dies hatte zur Folge, dass auf den 3,5-Zoll-Disketten nur die Hälfte der Spuren genutzt werden konnte, da BIOS und Betriebssystem die 3,5-Zoll-Laufwerke wie 360 KB-5,25-Zoll ansprachen und adressierten.
Später verkaufte IBM ein Upgrade-Set bestehend aus PC DOS 3.21 und einem BIOS-Chip, das endlich die vollen Möglichkeiten, beziehungsweise die volle Kapazität der Diskettenlaufwerke nutzbar machte. Beliebte und häufige Zusatzausstattungen für den IBM PC JX waren eine externe 10-MB-Festplatte, die in einem zum PC JX passenden Gehäuse seitlich an diesen angedockt werden konnte, sowie der IBM JX-Joystick.